# Пущино (Камчатский край)
Пу́щино — село в Мильковском районе Камчатского края России.
Входит в состав Мильковского сельского поселения.

## География
Село находится на правом левом реки Кашкан, на расстоянии 70 км к юго-западу от села Мильково, административного центра района.

## Население
| 2002 | 2010 | 2012 | 2013 | 2015 | 2016 | 2018 |
| ---- | ---- | ---- | ---- | ---- | ---- | ---- |
| 112  | ↗127 | →127 | →127 | ↘117 | ↘116 | ↘107 |
| 2020 |      |      |      |      |      |      |
| ↘104 |      |      |      |      |      |      |

## Улицы
| - ул. Лесная, - ул. Светлая, | - ул. Солнечная, - ул. Центральная. |

## Транспорт
Через село проходит автодорога Петропавловск-Камчатский — Мильково — Усть-Камчатск. Регулярное транспортное сообщение с селом осуществляется рейсовыми автобусами, следующими ежедневно по маршрутам Петропавловск-Камчатский — Мильково, Петропавловск-Камчатский — Мильково — Усть-Камчатск, Петропавловск-Камчатский — Мильково — Атласово, Петропавловск-Камчатский — Мильково — Эссо.